# (13477) Уткин
(13477) Уткин (лат. Utkin) — типичный астероид главного пояса, открыт 5 ноября 1975 года советским астрономом Людмилой Черных в Крымской астрофизической обсерватории и 30 июля 2007 года назван в честь советского и российского конструктора ракетно-космической техники Владимира Уткина.

## Обнаружение и именование
(13477) Уткин
Открыт 5 ноября 1975 года в Крымской астрофизической обсерватории Л. И. Черных.
Российский инженер и учёный Владимир Фёдорович Уткин (1923—2000) — конструктор многочисленных ракет-носителей и космических аппаратов. Он был председателем Российского консультативного экспертного совета, который проводил оценки безопасности полётов по программе "Шаттл—Мир" совместно с Советом Томаса П. Стаффорда.
Оригинальный текст (англ.)13477 Utkin
Discovered 1975 Nov. 5 by L. I. Chernykh at the Crimean Astrophysical Observatory.
Russian engineer and scientist Vladimir Fedorovich Utkin (1923—2000) was the designer of numerous carrier rockets and spacecraft. He was chair of Russia's Advisory Expert Council, which conducted joint assessments of the safety of Shuttle-Mir missions together with the Thomas P. Stafford Council.
Источники: 20070730/MPCPages.arc; M.P.C. 60299.

## Орбита

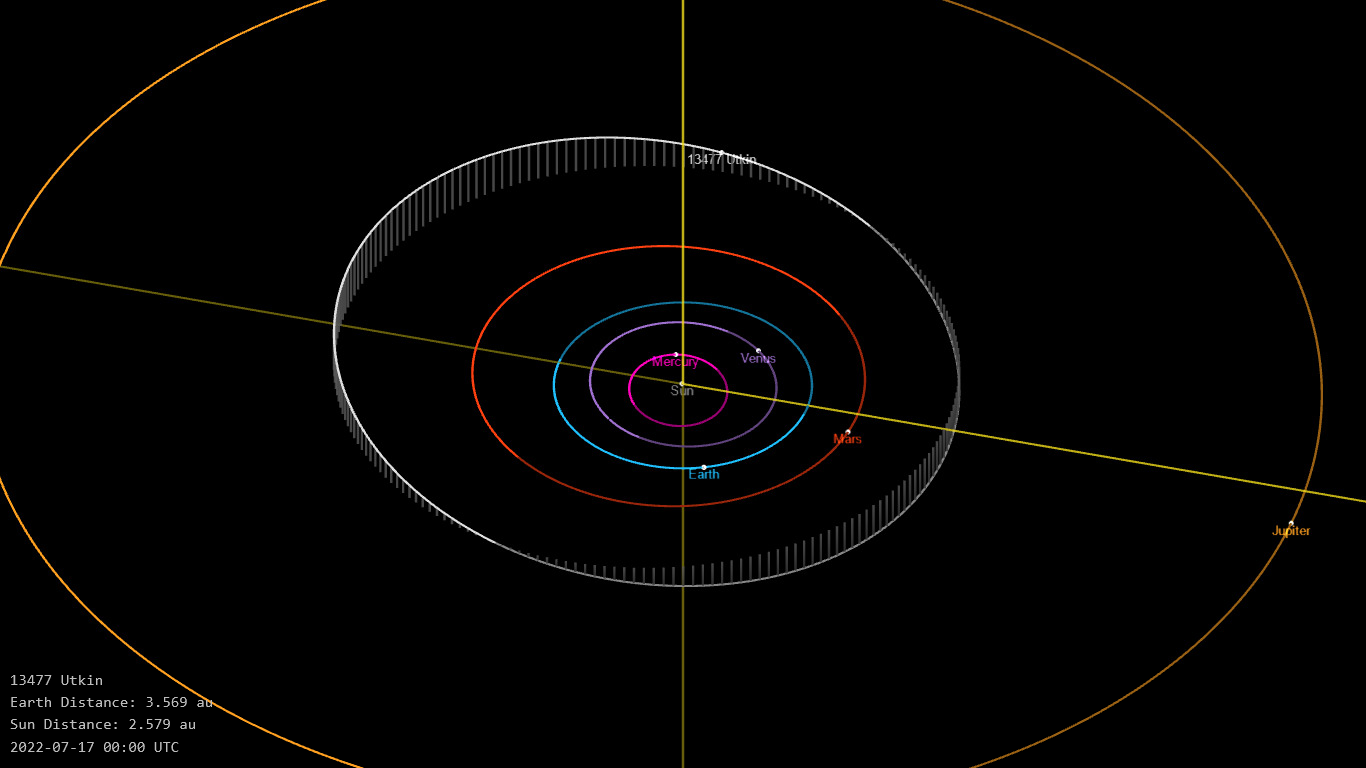
Орбита астероида Уткин и его положение в Солнечной системе

## Физические характеристики
Астероид относится к таксономическому классу S.
По результатам наблюдений системы телескопов панорамного обзора и быстрого реагирования Pan-STARRS абсолютная звёздная величина астероида оценивалась равной 14,37±0,82m.